# Eremopterix hova
Eremopterix hova é uma espécie de ave da família Alaudidae.
É endémica de Madagáscar.
Os seus habitats naturais são: savanas áridas e matagal árido tropical ou subtropical.